# Теучеж, Нух Цугович
Нух Цугович Теучеж — советский государственный и политический деятель, председатель Адыгейского областного исполнительного комитета.

## Биография
Родился в 1904 году. Адыг. Член ВКП(б) с 1934 года.
С 1933 года — на общественной и политической работе. В 1933—1963 гг. — заместитель заведующего Отделом культуры Областного комитета ВКП(б) Адыгейской автономной области, директор Адыгейского областной школы советского и партийного строительства,
секретарь Областного комитета ВКП(б) Адыгейской автономной области по пропаганде и агитации, член Адыгейского подпольного областного партийного центра, 2-й секретарь Областного комитета ВКП(б) Адыгейской автономной области, председатель Исполнительного комитета Областного Совета Адыгейской автономной области, директор Майкопского педагогического училища имени Х. Андрухаева, редактор политической литературы Адыгейского книжного издательства.
Избирался депутатом Верховного Совета СССР 3 созыва.
Умер в 1963 году.